# Црква (грађевина)
Црква је грађевина намењена обављању хришћанских верских обреда. Црква се састоји из три дела:
- први део где се пале свеће који се зове припрата;
- средњи део који се зове наос;
- олтар.

Унутар цркве налазе се иконе и фреске које приказују свеце.
Понекад се реч црква користи аналогно и једноставно за грађевине других религија, као што су џамије и синагоге. Црква се такође користи да опише тело или скуп хришћанских верника, а може се користити да се односи на светску хришћанску верску заједницу у целини.

## Порекло цркава
Потреба за хришћанском архитектуром је израсла из правилних сусрета у првим хришћанским приватним кућама. У тренутку када је величина појединог друштва прерасла приватне просторе у којима се сусретало- почела је градња зграда које су била намењене за богослужења. Ка великом замаху у градњи простора за богослужбе дошло је после миланског едикта цара Константина I из 313. године и престанка прогона хришћана.

### Први век
Први хришћани су били исто тако као Исус Христ становници Палестине и њихове богослужбе су се одвијале у јерусалимском храму у месним синагогама. Храмско богослужење је садржавало ритуал чији је део била жртва, рачунајући жртву животиња за грех. Нови закон има много места која показују на учешће у храмским богослужењима.
О настанку синагоге не знамо много, али се сматра да се развила из јавних богослужења током изгона из Вавилона у 6. веку п. н. е. Ово богослужење није имало жртву већ само читање из „Торе“ и „пророка“ са образлагањима. На неким местима се овакви обреди одигравају у приватним кућама, док је на другим местима то био повод за настанак велелепних грађевина. На таквим богослужењима је по јеванђељу узео учешће и Исус. У оваквој пракси су учествовали и наставили је и први хришћани је после првог жидовског рата дошло до одељивања синагоге и цркве која се све више састојала из хришћана поводом пагана.
На хришћанску богослужбу имало је утицај нарочито синагогално богослужење јер све до садашње литургије у већини цркви полазе од управо синагогалног уређења таквих религијских сусрета.

### Цркве у 2. и 3. веку
Сиријски град Дура-Европос на западној обали Еуфрата на римској граници било је опседано Партима 257. године. И том приликом је уништена унутрашњост града али је била сачувана црква и синагога које су украћене зидним сликарством и обе су зграде биле промењене из приватних кућа. Црква у Дура-Европос има просторије за давање крста са великом крстионицом.

### Златни век базилика
Са миланским едиктом и изразитом потпором коју је Константин I дао цркви дошло је до великог замаха у градњи црквене архитектуре која је постала узор за наступајуће векове и оставила је стопе у хришћанској архитектури до данашњих дана. Ка класичним базиликама које су саграђене у Риму спадају базилика светог Ивана поводно дедикована као базилика Спаситеља, базилика Светог Петра и базилика Св. Павла изван зидина. Град Рим је даљим базиликама био у доба старог и у почетку средњег века, сасма запуњен. Даљи градови у којима је дошло до велике експанзије у градњи базилика спадала је и Равена у 5. веку и ту се налазе базилика Сан. Витале и базилика Сант Аполинер.

### Источни тип цркве
Источни тип цркве на основи грчког уписаног крста са куполом у средини има свој почетак у изградњи града Константинопоља и нарочито изградња храма Аја Софија која је утицала на изградњу источних типова цркава све до данашњих дана.

### Средњи век
У западној Европи у току средњег века формирали су се архитектонске форме цркава у изразито два стила.
Први од њих је романички стил који је радио са простим полукружним луком. Своје име вуче из античког Рима а сам изглед ових романичких цркви је прост и једноставан и зидне површине нису нарочито декорисане.
Други од стилова који се развио је готика која је избрушена архитектонска уметност и која употребљава изломљени лук као основни елеменат у изградњи. Овај стил је карактеристичан најме за катедрале. Изглед цркве је велелепан и одводи погледе у висину. Нове врсте лукова су омогућавале одважније конструкције сводова и веће структурисане зграде. За готику су карактеристични осликани зидови и велике стаклене површине које су испуњене витражима.

### Нови век
После готике и њене мистичности као и негацији земаљског света открива се вредност и форма антике и налазе се мирне и уравнотежене ренесансне форме које у основи не доносе нове типове сакралне архитектуре и још увек се ту јавља базилика као тип објекта који се примењује и у данашње време док се декорација ослања на инспирацијама у античкој уметности. Насупрот томе се у доба барока јављају чулно најучинковитија решења како у просторним схватањима тако и у вајарској и сликарској декорацији сакралне архитектуре тога доба у интересу пропаганде протиреформације као и везивања маса за цркву када људска тежња да испуни простор долази до свога највећег утицаја.

### 19.а20. век
У 19. и 20. веку црква тежи да задржи своје утицаје поред осталог и градњом великих црквених објеката у којим се користе најмодерније конструкције за градњу и методе као што су армиранобетонске конструкције, електроакустике и климатизације. У неколико изузетних случајева ради се по правилу о неуспелим решењима и еклектицистичким резултатима средњовековних решења без тежње да се развија савремена архитектура.

## Архитектура цркава у Србији
Архитектонски, цркве се разликују у зависности од поднебља, времена настанка и припадности. На тлу Србије постоје цркве из разних раздобља и разних стилова. Ране цркве су грађене као римске базилике, затим под утицајем романике (која је на тлу Србије прерасла у грчко-византијски стил), да би се касније развили рашки и моравски стил. У Србији нема готских цркава, које су карактеристичне за католичку западну Европу. Након турске окупације, у Србији се цркве више не граде, осим цркава брвнара. После ослобођења од Турака, књаз Милош започиње свеобухватну обнову Србије, што подразумева и градњу нових цркава, које су углавном у барокном стилу. Долазак Карађорђевића на власт поклапа се са тражењем националног стила у архитектури, тако да цркве све више личе на оне које су се градиле пре турских освајања, а тај стил се, уз врло мало осавремењавања, одржао све до почетка 21. века.

## Цркве у православљу
Православна архитектура има литургично значење, симболику саме литургије. Историја црквене архитектуре је дуга и оставила је велику разноликост националних израза и стилова, зависно од времена у коме су цркве настајале. Свим православним храмовима, заједничка је идеја да је „храм место на коме, кроз учествовање у светој литургији цркве, ми улазимо у заједницу са царством Божијим“. Православни храмови се обично деле на три дела:припрату или предворје (нартекс), средњи део храма-брод (наос) и олтар. Сва три дела су често украшена фрескама и иконама, од којих су често многе од изузетне уметничке вредности, као на пример фреска Бели анђео. У православљу се сматра да црква не треба да постане сврха само као грађевина, већ да мора да нам помогне да изградимо духовну везу са Богом.
Православне цркве се разликују и по броју купола. Цркве имају по 2, 3, 5, 7, 13 купола.
- 2 - две куполе представљају Божју и људску природу Исуса Христа
- 3 - три лица Свете Троице
- 5 - Исуса Христа и четири евангелиста
- 7 - седам дара светого Духа, 7 дана Божјег творења
- 13 - Исуса Христа и 12 апостола

## Олтар
Хришћански храмови се постављају у правац исток-запад. Источни део храма је олтар  Сматра се да је то најсветији део храма. У олтару се налази: часна трпеза-престо, проскомидија, ђаконикон и презвитеријум. На часној трпези се морају налазити: антиминс, Свето Јеванђеље, крст, дарохранилица у којој се налазе честице за причешћивање болесника, мироносница потребна за свето крштење, чираци са свећама, кандило и службеник. Проскомидија је место у олтару, где се чува све што је потребно за богослужење: путир, дискос, копље, кашичица, одела за службу.
Назив ђаконик је настао отуда што је ђакон задужен да се стара око поменутих предмета.
Изнад олтарског простора се налази олтарска апсида.

## Певница
У делу храма пред олтаром, обично одвојеним са једним или два степеника од наоса цркве, се налази певница, северна и јужна. У малим црквама се понекад налази само једна. За певницом у току богослужења се налазе појци који активно учествују на служби. Одговарају на јектеније, певају или читају одређене црквене текстове. Како је прописано типиком.

## Галерија
- Базилика светог Петра у Риму, једна од већих црквених грађевина на свету.[4]
- Храм Светог Саве, највећи православни храм у Србији.
- Типична америчка протестантска црква, Северна Каролина, САД.
- Црква-брвнара у Сечој Реци код Косјерића
- Православна црква у Сремској Митровици, уобичајени барокни стил у Војводини.
- Католичка "Велика црква" у Кечкемету
- Црква Св. Пророка Јеремије, Милошево
- Манастир Студеница
- Манастир Студеница
- Црква Лазарица
- Црква Светих Апостоја
- Манастир Жича
- Храм Св. Пророка Илије
- Црква Св. Петра и Павла у Јагодини
- Црква Светог Великомученика Георгија, Здравиње
- Црква Свете Тројице, Трстеник
- Црква Свете Тројице, Краљево
- Црква Лазарица

## Црквена архитектура
Црквена архитектура означава архитектуру хришћанских цркава. У себи спаја широк распон верских и световних уметничких стилова који су утицали на развој изгледа и конструкције црквених зграда од постанка хришћанства до данас. У Србији су заступљена три архитектонска правца градње сакралних објеката, заступљених у различитим временским периодима. То су Моравски стил, Рашки стил и Српско-византијски стил.

### Рано хришћанство
Црква је грађевина за обављање хришћанских обреда. Најстарији тип је базилика, по узору на римске базилике. Почеле су се градити у 4. веку Имале су најчешће три брода одељена ступовима, и галерију, апсиду и улазни део (атријум). Између апсиде и уздужних бродова је попречни брод (трансепт) и црква добива облик тзв. латинскога крста. На Истоку (Сирија) појављују се торњеви. Граде се од почетка спомен-цркве над гробовима мученика и на светим местима. У 6. веку у византијској архитектури превладава тип кружне грађевине с куполом (Аја Софија у Цариграду).

### Предроманика
Као стилско раздобље у западноевропској уметности од раног средњег века до 11. века појавила се предроманика, која спаја антику и рано хришћанство с новонасталим приликама након пропасти Римског царства и ступања на европску позорницу нових, дотад барбарских народа.

### Романика
Око године 1000. наступа романика која траје до око 1250, и шири се целом Европом посредством бенедиктинаца. Цркве задржавају облик латинскога крста, зидови су масивни, а главна су обележја једноставност и логичност конструкције те богата хоризонтална рашчлањеност. Велики број сакралних објеката у Србији и данас има розету на спољној фасади, елемент који је уведен за време овог правца.

### Готика
У 13. веку у Француској се развија готика, нов стил с новим начином градње, посебним шиљастим луковима и издуженим сводовима. Повећава се број бродова и апсида, јављају се стубови и лукови (контрафоре) и велики прозори с витражима.

### Ренесанса
Крајем 14. века развија се у Италији ренесанса, која се ослања на античке узоре (полукружне лукове, стубове с капителима, канелуре пиластере итд.). Први пут се јавно истичу архитекте.

### Барок и рококо
У 16. веку ренесанса прелази у барок, који траје до 18. века и поклапа се противреформацијом. Истиче се раскош и богатство, уједињује се архитектура, вајарство и сликарство. Карактеристике су богатство декорација, бујност и немир у приказима и наглашена пластичност Стил који следи у завршној фази барока назива се рококо.

### Класицизам, еклектицизам стилова и модерна
После класицизма, који се огледа у једноставности класичних грчких и римских облика и мотива, а траје од средине 18. века до прве четвртине 19. века преовладава враћање на старо – неороманика, неоготика и неоренесанса. Тек у 20. веку престаје тај еклектицизам и настаје модерна архитектура, са слободним и маштовитим облицима.

### Постмодерна
Стил друге половине 20. века и почетка 21. века дискретно евоцира неокласицизам. Главна одлика је постмодерна је симетрија, једноставност, огољеност и сиромаштво облика. Користе се нови материјали: челик, стакло, бетон.

## Делови цркве
- План катедрале са трансептом
- главни брод
- бочни бродови
- подужна грађевина
- трансепт попречна грађевина
- презбиторијум
- Хор
- апсида